# داء أوزغود-شلاتر
داءُ أوزغُود شلاتَر أو أوسغود شلاتر (بالإنجليزية: Osgood–Schlatter disease)‏ ويُعرف أيضاً باسم التَّنَكُّسُ العَظْمِيُّ الغُضْروفِيُّ لأُحْدوبَةِ الظُّنْبوب، هو التهاب الرباط الرضفي في الحدبة الظنبوبية. وتتميز بنتوء مؤلم تحت الركبة والتي تسوء مع النشاط والحركة وتتحسن مع الراحة. تستمر نوبات الألم عادةً بضعة أشهر.
وقد تتأثر إحدى الركبتين أو كلاهما وقد تتكرر النوبات الحادة.
وتشمل عوامل الخطر الاستخدام الزائد للمفصل، وخاصةً في الرياضات التي تنطوي على الجري أو القفز. تنطوي الآلية على تكرار وزيادة التوتر على الصفيحة المشاشية من أعلى قصبة الساق. التشخيص يعتمد عادةً على الأعراض. وقد تكون الأشعة السينية العادية إما طبيعية أو قد تُظِهر تجزؤ عظمي في المنطقة المرتبطة.
يُشفى الألم عادةً مع مرور الوقت. وقد يساعد وضع الثلج والمواد الباردة على المنطقة المصابة، وتمارين الاستطالة والتقوية. ومن الممكن استخدام مضادات الالتهاب اللاستيرويدية مثل إيبوبروفين. وقد يُوصى بالنشاطات ذات المجهوادات القليلة.
حوالي 4٪ من الناس يتأثرون بالمرض في وقت ما. وكثيراً ما يتأثر الذكور الذين تتراوح أعمارهم بين 10 سنوات و 15 سنة. بعد تباطؤ النمو، أي غالباً في سن 16 عاماً عندالأولاد و 14 عاماً عند الفتيات، فإن الألم لن يبقى على الرغم من احتمال بقاء النتوء كما هو. سُميت الحالة بعد روبرت بايلي أوزغود (1873-1956)، وهو جراح عظام أمريكي وكارل ب. شلاتر، (1864-1934)، وهو جراح سويسري والذي وصف الحالة بشكل مستقل في عام 1903.

## الأعراض

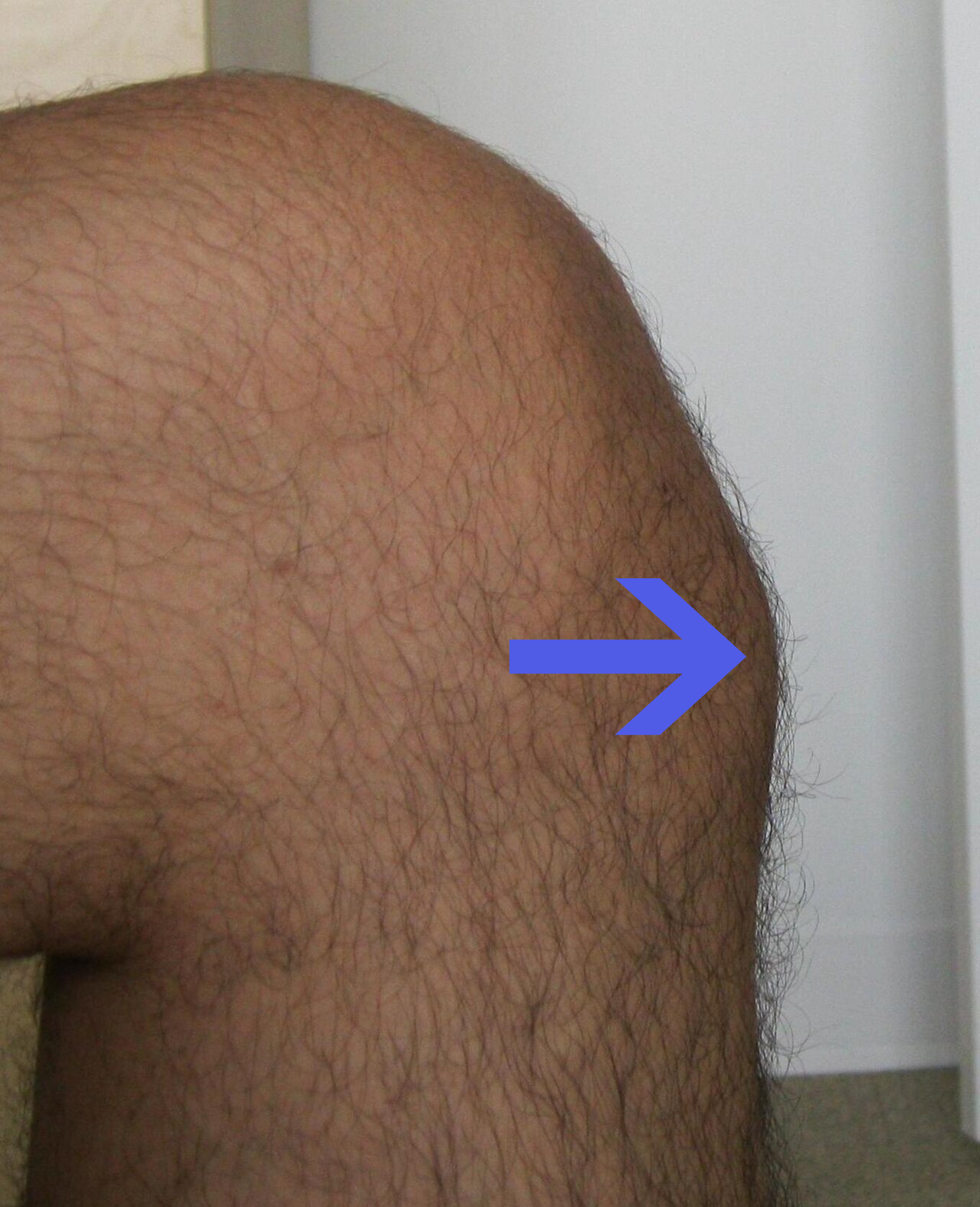
رجل مصاب بداء أوزغود-شلاتر

يسبب داء أوزغود-شلاتر الألم في الجزء الأمامي السفلي من الركبة. وهو عادةً مكان تقاطع الرباط الرضفي مع أحدوبة الظنبوب. وتر الرضفة يربط عضلات الفخذ الرباعية الأمامية بقصبة الساق عن طريق الرضفة.
ألم الركبة الشديد عادة ما يظهر خلال أنشطة مثل الجري والقفز والقرفصاء، وخاصة صعود الدرج أو النزول وأثناء الركوع. ومن الممكن استحداث الألم مرة أخرى عن طريق استطالة الركبة عكس المقاومة، استطالة العضلة الرباعية، أو ضرب الركبة. الألم في البداية خفيف ومتقطع. وفي المرحلة الحادة، يصبح الألم شديد ومستمر بطبيعته. تأثر المنطقة المصابة يمكن أن يكون مؤلما جدا. وتُلاحظ الأعراض في كلا الركبتين عند 20-30٪ من الناس فقط.

## التشخيص
يتم التشخيص استناداً إلى العلامات والأعراض.

### تخطيط الصدى
يظهر الاختبار العديد من علامات داء أوزغود-شلاتر حتى قبل وقوعها، تخطيط الصدى تكشف إذاما كان هنالك أي تورم داخل الأنسجة أو تورم للغضروف. هدف تخطيط الصدى الرئيسي هو تحديد داء أوزغود-شلاتر في المرحلة المبكرة وليس في وقت لاحق. لديه ميزات فريدة من نوعها مثل الكشف عن زيادة التورم داخل الساق أو الغضروف المحيط بالمنطقة ويمكن أيضاً معرفة ما إذا كان هناك أي عظم جديد بدءا لبناء حول أحدوبة الظنبوب.

## أنواعه

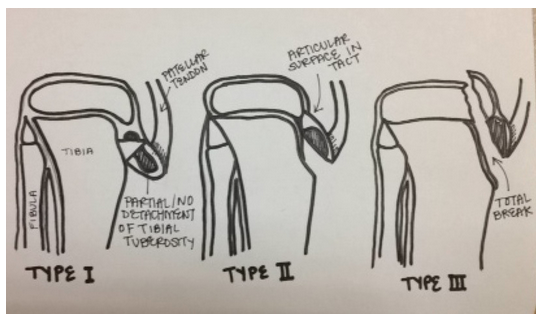
ثلاث أنواع للكسور القلعية.

داء أوزغود-شلاتر قد يؤدي إلى كسر قلعي، مع انفصال أحدوبة الظنبوب عن قصبة الساق (عادة ما تبقى متصلة إلى الوتر أو الرباط). هذه الإصابة غير شائعة لأن هناك آليات تمنع العضلات القوية من القيام بهذا الضرر. يمكن لكسر الحدبة الظنبوبية أن يكون كسراً كاملاً أو غير كاملاً.
- النوع الأول : ينفصل جزء صغير بشكل قريب ولا يلزم عملية جراحية.
- النوع الثاني: يبقى السطح المفصلي للظنبوب سليم والكسر يحدث عند التقاء مركز التعظم الثانوي والمشاشة الظنبوبية القريبة. (قد تتطلب أو قد لا تتطلب عملية جراحية).
- النوع الثالث: كسر كامل (خلال السطح المفصلي) بما في ذلك فرصة كبيرة لحصول ضرر في الهلالة. هذا النوع من الكسر يتطلب عادة عملية جراحية.

### التشخيص التفريقي
داءُ لارسن-جوهانسن هو حالة مماثلة تنطوي على تضرر وتر الرضفة والحد السفلي لعظم الرضفة، بدلاً من الحد العلوي للساق.
داء سيفر هو حالة مماثلة أيضاً تؤثر على وتر أخيل المتصل بالكعب القدم.

## الوقاية

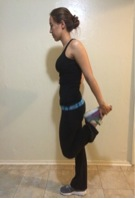
مثال على كيفية استطالة العضلة الرباعية.

واحدة من الطرق الرئيسية لمنع داء أوزغود-شلاتر هو التحقق من مرونة عضلات الفخذ رباعية الرؤوس وعضلات باطن الركبة. نقص المرونة في هذه العضلات يمكن أن يكون مؤشر خطر مباشر لداء أوزغود-شلاتر. العضلات يمكن أن تقصر، مسببة الألم ولكن هذا ليس دائم. تمارين الاستطالة يمكن أن تساعد في تقليل قُصر العضلات. تمارين الاستطالة الرئيسية هي للوقاية من داء أوزغود-شلاتر وتركز على عضلات باطن الركبة والعضلة الرباعية الرؤوس.

## العلاج
العلاج عموماً وقائي مع الراحة، ووضع الثلج، وممارسة تمارين محددة موصى بها. ويمكن استخدام مسكنات الألم البسيطة إذا لزم الأمر مثل الاسيتامينوفين (الباراسيتامول) أو الإيبوبروفين. عادةً ما تُشفى الأعراض عند مرحلة إغلاق صفيحة النمو. يُنصح بالعلاج الطبيعي مرة واحدة عند بداية تحسن الأعراض الأولية لمنع تكرار حدوثها. ونادراً ما تجرى الجراحة لأولئك الذين توقفوا عن النمو ولكن لا تزال لديهم أعراض.

### العلاج الطبيعي
قد يشمل العلاج الطبيعي بعض الجهود الموصى بها كتمارين لتحسين قوة العضلى رباعية الرأس وعضلات باطن الركبة والعضلة الساق.
نادراً ما يتطلب استخدام جهاز تقويم العظام لفرض تثبيت المفصل، ولا يحفز بالضرورة على الشفاء السريع. ومع ذلك، قد يعطي بعض الراحة ويساعد على تقليل الألم لأنه يقلل من الضغط على أحدوبة الظنبوب.

### الجراحة
نادراً ما يكون الاستئصال الجراحي مطلوباً في المرضى المكتمل نموهم على مستوى الهيكل العظمي. في الحالات المزمنة والغير مستجيبة للعلاج الوقائي، التدخل الجراحي يعطي نتائج جيدة، وخاصة بالنسبة للمرضى الذين يعانون من عُظِيمة أو عُظِيمات غضروفية. استئصال هذه العظيمات يُشفي الأعراض وبالإمكان العودة إلى النشاط في غضون عدة أسابيع.

### إعادة التأهيل
إعادة التأهيل تركز على تعزيز العضلات، والتدريب على المشي، ومراقبة الألم لاستعادة وظيفة الركبة. العلاجات غير الجراحية لأعراض أقل شدة وتشمل: تمارين تقوية، وتمارين استطالة لزيادة نطاق الحركة، وضع حزم الثلج، أشرطة الركبة، دعامات الركبة، والحبوب المضادة للالتهابات، والتحفيز الكهربائي للسيطرة على الالتهاب والألم. تمارين العضلة الرباعية وعضلات باطن الركبة الموصوفة من قبل خبراء إعادة التأهيل تُعيد المرونة والقوة للعضلات.

## توقعات سير المرض
الحالة غالباً محدودة ذاتياً وتحدث نتيجة الضغط على وتر الرضفة المرتبط بالعضلة الرباعية في الجزء الأمامي من الفخذ إلى أحدوبة الظنبوب. بعد طفرة نمو المراهقين، يتم نقل الجهد المتكرر لانقباض العضلة رباعية الرؤوس من خلال وتر الرضفة إلى أحدوبة الظنبوب الغير مكتملة النمو. وهذا قد يؤدي إلى كسور قلعية متعددة دون الحادة مع التهاب الوتر، مما يؤدي إلى نمو عظام زائدة في الأحدوبة وإنتاج كتل مرئية والتي من الممكن أن تكون مؤلمة جداً، وخصوصاً عندما تُضرب. وأنشطة مثل تلك التي بها ركوع قد تُهيج الوتر.
قد تتطور هذه المتلازمة دون أذية أو سبب واضح آخر؛ ومع ذلك، فإن بعض الدراسات تشير إلى ما يصل إلى 50٪ من المرضى الذين ربطو تتطور المتلازمة بحدوث أذية. وقد حاول العديد من العلماء تحديد المسببات الكامنة الفعلية وعوامل الخطر التي تهيئ مرض أوزغود-شلاتر وفرض نظريات مختلفة. ومع ذلك، حالياً من المقبول على نطاق واسع أن مرض أوزغود-شلاتر هو التهاب ناتئ من احدوبة الظنبوب القريبة عند مَغْرَزٌ وتر الرضفة ناجم عن تكرار أذيات صغيرة. وبعبارة أخرى، مرض أوزغود-شلاتر هو إصابة بسبب الاستخدام المفرط ويرتبط ارتباطاً وثيقاً بالنشاط البدني للطفل. وقد تبين أن الأطفال الذين يشاركون بنشاط في الألعاب الرياضية يتأثرون بشكل أكثر تواتراً مقارنةً مع غير المشاركين. وفي دراسة استرجاعية للمراهقين، أظهر الرياضيون القدامى الذين يشاركون بنشاط في الألعاب الرياضية تكرار بنسبة بلغت 21٪ للمتلازمة مقارنة مع 4.5٪ فقط من غير الرياضين بنفس العمر.
الأعراض عادة تختفي مع العلاج ولكن قد تتكرر لمدة 12-24 شهرا قبل نضوج الهيكل العظمي بشكل كامل، عندما تندمج المشاشة الظنبوبية. في بعض الحالات لا تحل الأعراض حتى ينمو المريض بشكل كامل. في حوالي 10٪ من المرضى تستمر الأعراض دون هوادة في مرحلة البلوغ، على الرغم من جميع التدابير الوقائية.

### الآثار طويلة الأجل
يحدث داء أوزغود-شلاتر من الآثار المجتمعة من عدم نمو أحدوبة الظنبوب بشكل كافي واكتناز العضلة الرباعية. وهنالك إمكانية لهجرة العُظيمات أو أجزاء العظيمات في مرضى أوزغود-شلاتر. يمكن أن تؤدي الآثار المترتبة على داء أوزغود-شلاتر وتعظم الأحدوبة الظنبوبية إلى قيود وظيفية حركية وآلام للمرضى في مرحلة البلوغ.
من بين الأشخاص المشخصين بمرض أوزغود-شلاتر، كان نصفهم من الأطفال الذين تتراوح أعمارهم بين عام و 17 عام. وذلك في دراسة عام 2014 شملت 261 مريضاً على مدى 12 إلى 24 شهر.237 من هؤلاء الناس استجابوا بشكل جيد لتقييد الرياضة ومضادات الالتهاب، مما أدى إلى تحسن الحالة والعودة إلى النشاط الرياضي العادي.

## انتشار المرض
يحدث مرض أوزغود-شلاتر عموماً في الفتيان والفتيات الذين تتراوح أعمارهم بين 9-16. بالتزامن مع سرعة فترات النمو. ويحدث ذلك بنسبة أكثر لدى الأولاد منه لدى البنات، حيث تبلغ نسبة الذكور إلى الإناث من 3: 1 إلى 7: 1. ويشار إلى أن الفرق يرتبط بزيادة مشاركة الفتيان في الأنشطة الرياضية والمخاطر أكثر من مشاركة الفتيات.

## المجتمع والثقافة
بول سكولز هو رياضي متعافي من هذه الحالة. في حين أخذ مايكل بينيت ركوب الدراجات كوسيلة للعلاج. لاعب التنس الفرنسي غاييل مونفيس يرتدي عصابات الرضفة في محاولة لمعالجة هذه الحالة. كابتن نادي ليفربول لكرة القدم جوردان هندرسون قال أيضاً أنه تتطلب علاجٌ منتظم لحالته.